# 佐敦·艾馬維
佐敦·艾馬維（法語：Jordan Amavi，1994年3月9日—）是法國的職業足球運動員，司職左後衛，現時効力法甲俱樂部布雷斯特。

## 外部連結
- France profile（页面存档备份，存于） at FFF